# Querelle des seigneurs justiciers

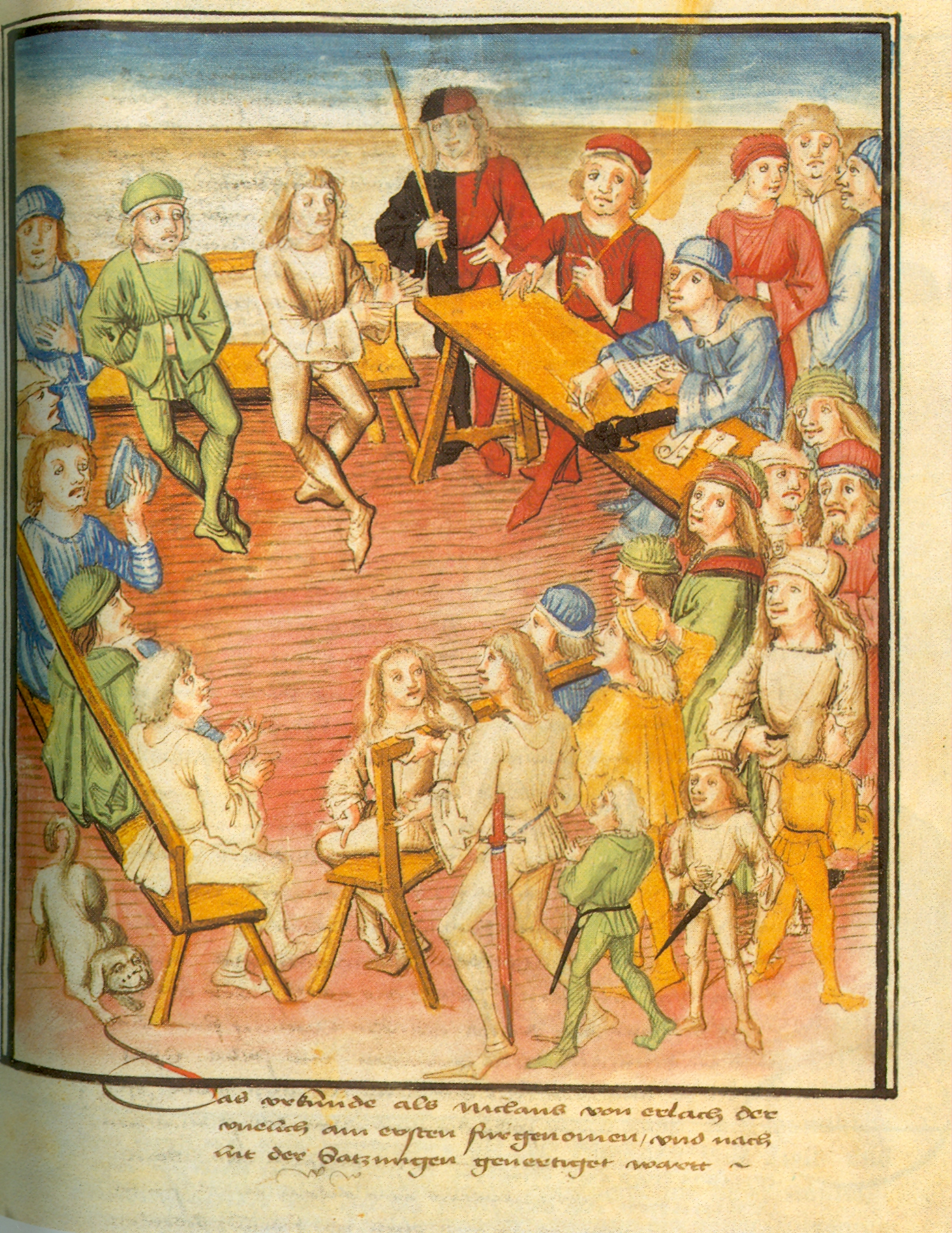
Illustration de la querelle des seigneurs justiciers dans la Chronique bernoise de Diebold Schilling, 1485

La querelle des seigneurs justiciers bernois (en allemand : Twingherrenstreit (ou Berner Twingherrenstreit ) est une dispute entre la noblesse urbaine et les notables de la ville de Berne ayant eu lieu entre 1470 et 1471.

## Contexte
Depuis sa fondation, la ville de Berne était gouvernée par des familles nobles : les von Bubenberg, von Erlach, von Diesbach et d'autres. Cette position dominante et les privilèges qui en découlent (notamment le droit de basse justice) sont remis en cause au fil du temps par les artisans bourgeois et leurs corporations. Vers la fin du XVe siècle, apparaît un différend entre les « seigneurs justiciers » (c'est-à-dire les nobles rendant la justice) et le Conseil de Berne au sujet du service de transport (Fuhrdienst)[pas clair] exigé par les seigneurs justiciers que le Conseil souhaite abolir. La ville de Berne adopte alors, en 1464, une loi somptuaire interdisant le port de poulaines et de traînes dans les vêtements féminins et masculins, comme c'était la mode à la cour de Bourgogne.

## La querelle des seigneurs justiciers
Le 23 avril 1470, le maître boucher Peter Kistler est élu avoyer de Berne. Il manifeste son intention de chasser les nobles du Grand Conseil et de réduire leurs pouvoirs et privilèges au profit de la ville de Berne. Le Conseil impose un code vestimentaire encore plus strict que celui de 1464. Le porte-parole du parti de la noblesse et principal adversaire de Peter Kistler est le maître pelletier Hans Fränkli.
Cela déclenche une résistance féroce de la part de la noblesse. Lors d'une messe en la cathédrale de Berne, les familles de Bubenberg, von Erlach, von Diesbach, Matter, von Ringoltingen et d'autres arborent les vêtements interdits. Cette infraction conduit à une audience au tribunal au cours de laquelle les familles nobles plaident l'importance des signes permettant de les distinguer du petit peuple qui seraient selon eux une prérogative innée, voulue par Dieu, rendue possible par le droit de porter poulaines et traînes. Des peines d'amendes sont prononcées et toutes les personnes impliquées sont bannies de la ville de Berne pendant un mois.
Peu de temps après, cependant, le conseil bernois est contraint d'autoriser le retour des exilés en ville pour raisons économiques et de modifier à nouveau les lois vestimentaires en faveur des familles nobles.

## Conséquences
La tentative de restreindre les droits des vieilles familles est un échec et Peter Kistler perd sa charge d’avoyer en 1471. Les nobles ont réussi à défendre leur suprématie contre les citadins. Cependant, la tentative des bourgeois de Berne constitue déjà à elle seule la base des futures revendications de la ville de Berne sur la campagne environnante.